# 날아라 우주전함 거북선
《날아라! 우주전함 거북선》(-宇宙戦艦龜船)은 1979년 MBC에서 방영된 SF 애니메이션 시리즈이다. 일본 애니메이션인 우주전함 야마토를 표절했다는 의혹을 받았다.

## 줄거리
미래의 세계는 심각한 환경오염으로 인한 인류멸망의 위기 속에서 살아가고 있다. 세계는 이를 해결할 방안을 모색하였다. 그 결과 탈레스별에 대기오염 제거기가 있다는 사실을 알게 되어 각 나라에선 전함을 보냈지만 미지의 우주 공간에서 파괴되거나 실종되기를 반복했다.
그러나 그러한 위기 속에서 사실은 우주전함 내에 분리수납되어 있던 태권브이가 다시 재조립되어 나타나는데 당시 극장에서 영화를 보던 국민학생들 환호성이 하늘을 찔렀다고 한다. 다시 나타난 태권브이는 악당들을 물리치고 오염제거기를 손에 넣을 수 있도록 크게 도움을 준다. 대기오염 제거기를 손에 넣은 일행은 지구로 돌아온다.

## 제작진
- 원작 - 조항리
- 감독 - 송정률
- 각본 - 지상학

## 같이 보기
- 거북선